# 阿里斯門迪市 (蘇克雷州)

阿里斯門迪市（西班牙語：Municipio Arismendi），是委內瑞拉的一個市，位於該國北部蘇克雷州，首府設於里奧卡里韋，面積769平方公里，2001年人口43,995，人口密度每平方公里57.2人。